# Zamek w Smolcu
Zamek w Smolcu – obiekt wybudowany w  1523 r., w miejscowości Smolec.

## Historia
Zamek wybudowany na wyspie w południowo-zachodniej części Smolca, w miejscu obronnego dworu (gotyckiej wieży mieszkalnej) z 1357 r. Renesansowy zamek powstał w XVI w. na planie kwadratu o bokach długości 20 m. W XVIII w. do dwóch skrzydeł południowego i wschodniego dobudowano barokowe skrzydło zachodnie. W XIX w. obiekt zamknięto skrzydłem północnym a zamek otrzymał neogotycki wygląd. Po zakończeniu II wojny światowej obiekt uległ zniszczeniu. Z powodu braku prac konserwatorskich ruiny zamku współcześnie niszczeją (w 2012 zawaliła się jedna ze ścian zamku).